# Niedersächsische Musikschule Braunschweig
Niedersächsische Musikschule Braunschweig war der Name einer bis 1979 in Braunschweig bestehenden Einrichtung zur Ausbildung von Musikern und Musikpädagogen.

## Geschichte
Die Niedersächsische Musikschule Braunschweig wurde 1938 vom Braunschweiger Musikwissenschaftler und nationalsozialistischen Gefolgschaftsführers Gerhard Bittrich als Braunschweigische Staatsmusikschule gegründet. Sie widmete sich ausschließlich der Berufsausbildung. Vorläufer waren mehrere private Konservatorien, darunter das Plock'sche Konservatorium. Bis 1945 gliederte sich die Ausbildung in drei Zweige: Orchester – Oper – Schauspiel – Bühnentanz; Seminar für Musiklehrer – Seminar für Rhythmiklehrer; Seminar für Organisten und Chorleiter.
Der Lehrbetrieb wurde nach dem Zweiten Weltkrieg 1946 eingeschränkt wieder aufgenommen. Nachdem sich die Stadt Braunschweig und das Land Niedersachsen nach jahrzehntelanger Auseinandersetzung nicht über die Finanzierung der Niedersächsischen Musikschule einigen konnten, wurde sie 1979 trotz öffentlicher Proteste geschlossen.

## Ehemalige Schüler (Auswahl)
- Gretel Hartung
- Hans Werner Henze
- Rudolf Konrad
- Karl Lieffen
- Manfred Trojahn
- Oswald Döpke
- Gottfried Michael Koenig
- Harald Weiss